# Aleksandar Vulin
Aleksandar Vulin (szerb cirill írással: Александар Вулин, magyar átírással Alekszandar Vulin; 1972. október 2. –) szerb politikus és ügyvéd, aki 2020. október 28-ika óta belügyminiszter.
2014 áprilisától 2017 júniusáig Szerbia munkaügyi, foglalkoztatási, veteránügyi és szociális minisztere. 2012 júliusától 2013 szeptemberéig a Koszovó és Metóhiai Hivatal igazgatójaként, valamint 2013 szeptemberétől 2014 áprilisáig a Koszovó és Metohiáért felelős tárca nélküli miniszterként is tevékenykedett. 2017. június 29-től 2020. október 28-ig Szerbia védelmi minisztere volt.

## Korai évek
Lozovikban született, szerb apától és roma anyától. Az általános iskolát Újvidéken, a gimnáziumot Karlócán végezte el, majd a Kragujevaci Egyetem jogi karán diplomált. Egyszer azt jelentette ki, hogy ő gyermekkora óta „mindig kommunista volt.” Vulin politikai pályafutását újvidéki középiskolás napjaiban kezdte, támogatva a Slobodan Milošević által vezetett antibürokratikus forradalmat 1986 és 1989 között.

## Politikai karrier
A kommunista Jugoszlávia 1990-es összeomlása során Vulin csatlakozott a Kommunista Szövetség – Jugoszláviáért Mozgalomhoz. 1994-ben a Jugoszláv Baloldal egyik alapítója volt, mely pártot Mirjana Marković, Slobodan Milošević felesége vezetett. Az új pártban a Forradalmi Ifjúság, a párt ifjúsági szervezetének vezetője lett. Amikor 1998-ban Milošević Szerbiai Szocialista Pártja koalícióra lépett a Vojislav Šešelj által vezetett Szerb Radikális Párttal, Vulin elhagyta a Jugoszláv Baloldalt.
2008 augusztusában megalapította a Demokratikus Baloldalt, majd a Szocialisták Mozgalmat nevű pártot.
A 2012-es szerbiai parlamenti választásokon, a Szerb Haladó Párt által vezetett koalíció vette át a hatalmat. E koalíció tagja volt Vulin pártja is, így Vulint az újonnan létrehozott Koszovó és Metóhiai Iroda igazgatójának nevezték ki. 2013. szeptember 2-ig töltötte be ezt a tisztséget, amikor is a Koszovó és Metohiáért felelős tárca nélküli miniszter lett.
A 2014-es szerbiai parlamenti választásokat követően Aleksandar Vučić, a Szerb Haladó Párt vezetője alakított kormányt, Vulint pedig munkaügyi, foglalkoztatási, veteránügyi és szociális miniszterré nevezték ki. Ezt hivatalt a 2016-os szerb parlamenti választások után, Aleksandar Vučić második kabinetjében is ő töltötte be.
A munkaügyi, foglalkoztatási, veteránügyi és szociális miniszterként töltött hivatali ideje alatt, gyakran volt ismert Horvátország iránti heves kritikájáról, valamint alkalmanként a horvát politikusok és tisztviselők sértegetéséről is.
2017 júniusában Aleksandar Vučić megbízást adott Ana Brnabićnak a kormányzati kabinet megalakítására. Június 29-én megalakult Ana Brnabić kabinetje, Vulin pedig posztot cserélt Zoran Đorđević-tyel, hogy védelmi miniszter legyen.
2018. április 21-én Vulint Horvátországban persona non gratának kiáltották ki, miután a következőket mondta: „csak a szerb hadsereg legfőbb parancsnoka - Aleksandar Vučić - dönthet arról, hogy beléphetek-e Horvátországba, nem pedig horvát miniszterek.”
2020. június 27-én Vulin pozitív lett a COVID-19 teszten.

## Fordítás
- Ez a szócikk részben vagy egészben  az   Aleksandar Vulin című angol Wikipédia-szócikk ezen változatának fordításán alapul.  Az eredeti cikk szerkesztőit annak laptörténete sorolja fel. Ez a jelzés csupán a megfogalmazás eredetét és a szerzői jogokat jelzi, nem szolgál a cikkben szereplő információk forrásmegjelöléseként.